# Lưu Bân (nhà Nguyên)
Lưu Bân (chữ Hán: 刘斌, 1198 – 1259), người Lịch Thành, Tế Nam , tướng lãnh người dân tộc Hán của đế quốc Mông Cổ trong lịch sử Trung Quốc.

## Cuộc đời và sự nghiệp
Bân sớm mồ côi, được bác nuôi nấng. Bân có sức mạnh theo đồng hương là Trương Vinh nổi dậy, được làm Quản quân thiên hộ. Năm thứ 21 thời Thành Cát Tư hãn (1126), Trương Vinh quy hàng Mông Cổ.
Năm thứ 4 thời Oa Khoát Đài hãn (1132), Bân tham gia đánh Hà Nam, nhờ công được thụ chức Trung dực đô thống. Quân Mông Cổ tấn công phủ Quy Đức, đóng quân ở Hạnh Đôi, cách Trần Châu 70 dặm. Dò biết quân Kim đóng ở trại ở cõi giao ngoài thành, Bân soái binh trong đêm đánh phá được; tiếp đó tập kích Thái Khang, bắt tướng giữ thành, mới 3 ngày thì chiếm được thành. Trương Vinh nói với chủ soái A Truật Lỗ: "Bình định Thái Khang, bẻ mũi nhọn của địch, là Bân đấy!" Quân Mông Cổ dời đồn đến Tương Dương, thiếu thốn lương thực; Bân biết Thanh Lăng có nhiều dự trữ, bị ngăn trở bởi cái chằm lớn, nước sâu không thể lội qua, nhưng vẫn nói rằng có thể chiếm được. Mọi người than khó, Bân mắng rằng: "Bọn họ cậy hiểm, không phòng bị, đánh ắt thắng đấy!" Bân bèn soái trăm kỵ binh trong đêm xuất phát, bắt được lính Kim, ép họ dẫn đường; vào chằm hơn 50 dặm, gặp kẻ địch, Bân bỏ ngựa khoa sóc đột kích, đánh bại được, giành lấy mấy ngàn hộc lương thực. Nhờ công Bân được thăng quan làm Tri Trung ngoại chư quân sự, tham gia đánh Lục An, trèo lên đầu tiên, phá được thành.
Năm thứ 2 thời hoàng hậu Nãi Mã Chân xưng chế (1243), Bân được cất nhắc làm Tế Nam thôi quan. Năm đầu tiên thời Quý Do hãn (1251), Bân được thụ chức Bản đạo Tả phó nguyên soái. Năm thứ 5 (1255), Bân được thăng làm Tế Nam tân cựu quân vạn hộ, dời đến trấn thủ Bi Châu, khiến người Tống kiêng dè.
Năm thứ 9 (1259), Bân bệnh, dặn con trai rằng: "Làm quan chức nên liêm chính giữ mình, đừng tham làm để mất mạng nát nhà." Nói xong thì mất, hưởng thọ 62 tuổi. Bân được tặng Trung Phụng đại phu, Tham tri chánh sự, Hộ quân, Bành Thành quận công, thụy là Vũ Trang.

## Hậu nhân
Bân có ba con trai:
- Lưu Tư Kính, cố sự được chép phụ vào liệt truyện của Bân.
- Lưu Tư Cung, tự An Đạo, được làm đến Chiêu Nghị đại tướng quân, Hữu vệ thân quân Đô chỉ huy sứ.
- Lưu Tư Nghĩa, được làm đến Tuyên Vũ tướng quân, Xương Quốc châu quân dân Đạt lỗ hoa xích.